# College Green
Il College Green (in lingua irlandese Faiche an Choláiste) è una piazza tripartita nel centro di Dublino. Sul lato nord si trova la Bank of Ireland, che fino al 1800 era il Parlamento d'Irlanda, ad est il Trinity College e a sud una serie di edifici del XIX secolo occupati per la maggior parte da banche. Le strade che portano al College Green sono Dame Street ad ovest, Grafton Street a sud e Westmoreland Street a nord. Il College Green è stato usato come punto di raduno per i maggiori eventi politici. Nella metà degli anni 1990, il presidente degli Stati Uniti Bill Clinton indirizzò un discorso, durante la sua visita in Irlanda. Il presidente Barack Obama vi tenne un discorso nel corso della sua visita nel maggio del 2011.

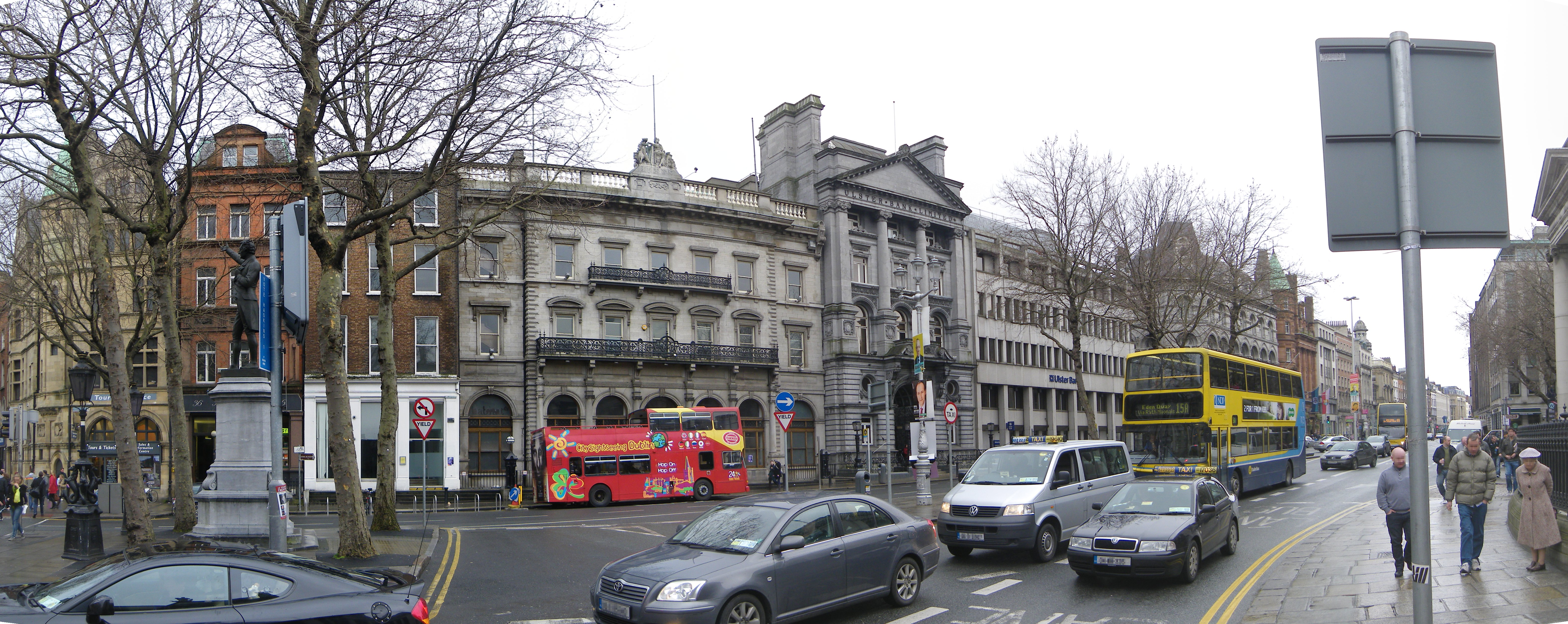
Lato sud di College Green dall'angolo della Bank of Ireland

L'area era un tempo nota come Hoggen Green dal termine della lingua norrena haugr che significa tumulo. Il cimitero del College Green è costituito da diversi tumuli funebri, che si pensa abbiano contenuto i resti di alcuni dei primi re norvegesi di Dublino. Tra Church Lane e Suffolk Street i Norreni avevano la loro Thing, un'assemblea presente ancora nel XVII secolo. Lungo College Green, chiamato Hoggen Green dagli inglesi, si stendevano i loro tumuli. Hoggen che diede il nome al convento di St Mary de Hogges, che si trovava grosso modo nel luogo in cui si trova oggi la Banca d'Irlanda è ora, fu un grande proprietario terriero della zona fino al periodo della riforma protestante.

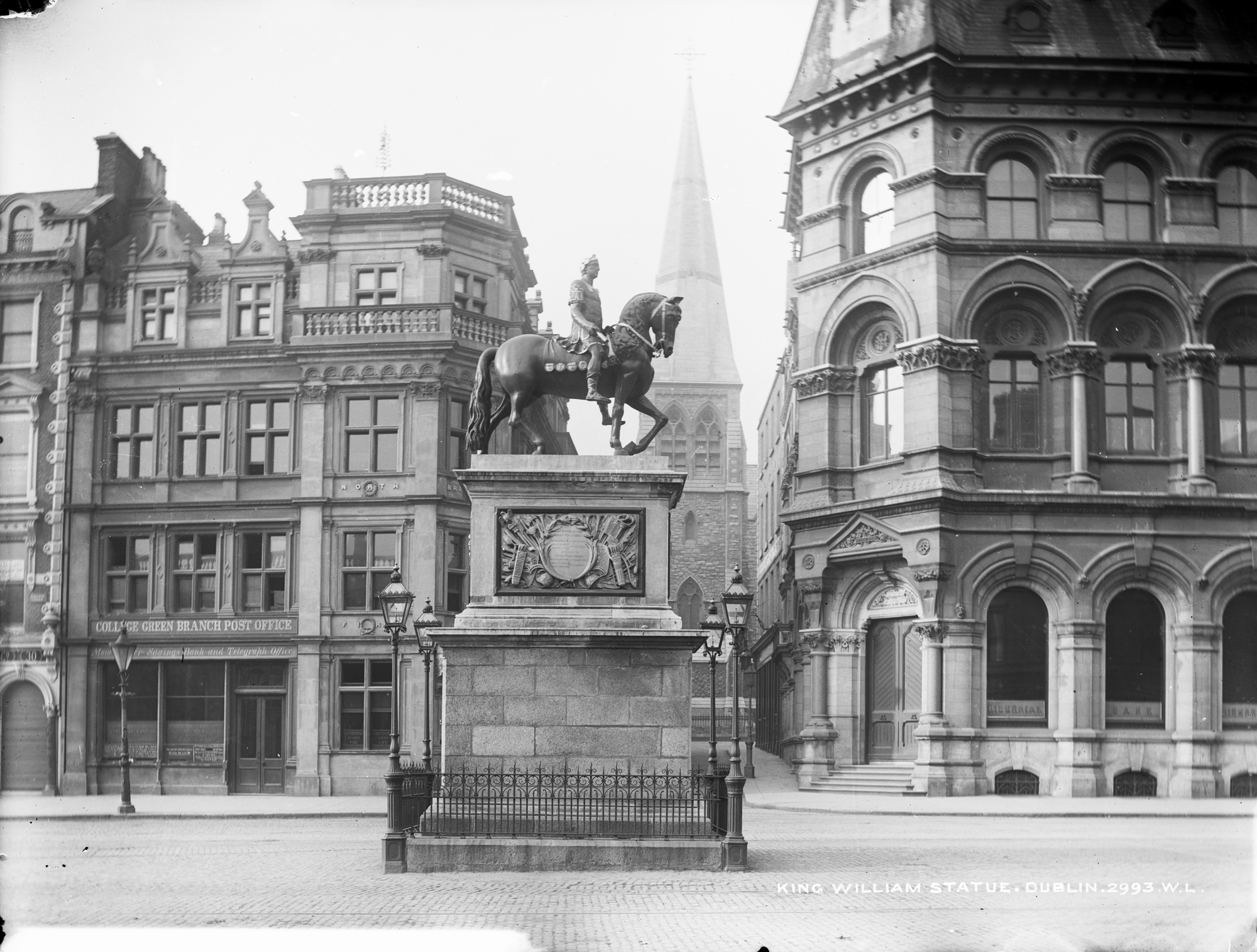
Statua di Guglielmo d'Orange nel College Green, eretta nel 1701. Venne danneggiata da un'esplosione nel 1928 e rimossa nel 1929.

Due monumenti importanti si trovano a College Green:
 
Una statua del XIX secolo di Henry Grattan, uno dei membri più rappresentativi del Parlamento irlandese, di fronte al Trinity College.
 
Dietro si trova una statua del patriota  Thomas Davis. In precedenza qui c'era una delle più belle statue equestri di Dublino, quella di re Guglielmo III d'Inghilterra (Guglielmo d'Orange), in Grinling Gibbons. Venne rimossa dopo essere stata gravemente danneggiata da un'esplosione nel novembre 1928.
Al numero 3 di College Green nel 1791, si trasferì il Daly's Club, in origine frequentato dai membri dell'antico parlamento irlandese, e vi rimase fino agli anni 1820 quando venne chiuso.
College Green oggi è una strada che va dall'ingresso anteriore del Trinity College di Dublino a semaforo pedonale vicino alla banca centrale in Dame Street all'incrocio con Trinity Street. Le case sono numerati a partire dall'1 sul lato nord della strada a Westmoreland Street e il Trinity College e continuando attraverso il lato sud e di nuovo sul lato opposto al Trinity College e il retro di  Grafton Street. I dublinesi spesso identificano erroneamente la strada come Dame Street perché continua in Dame Street. College Street che va da Pearse Street a Westmoreland Street, è contornata da ringhiere sul lato nord del Trinity College di Dublino è spesso si ritiene sia College Green.

## Restrizioni al traffico

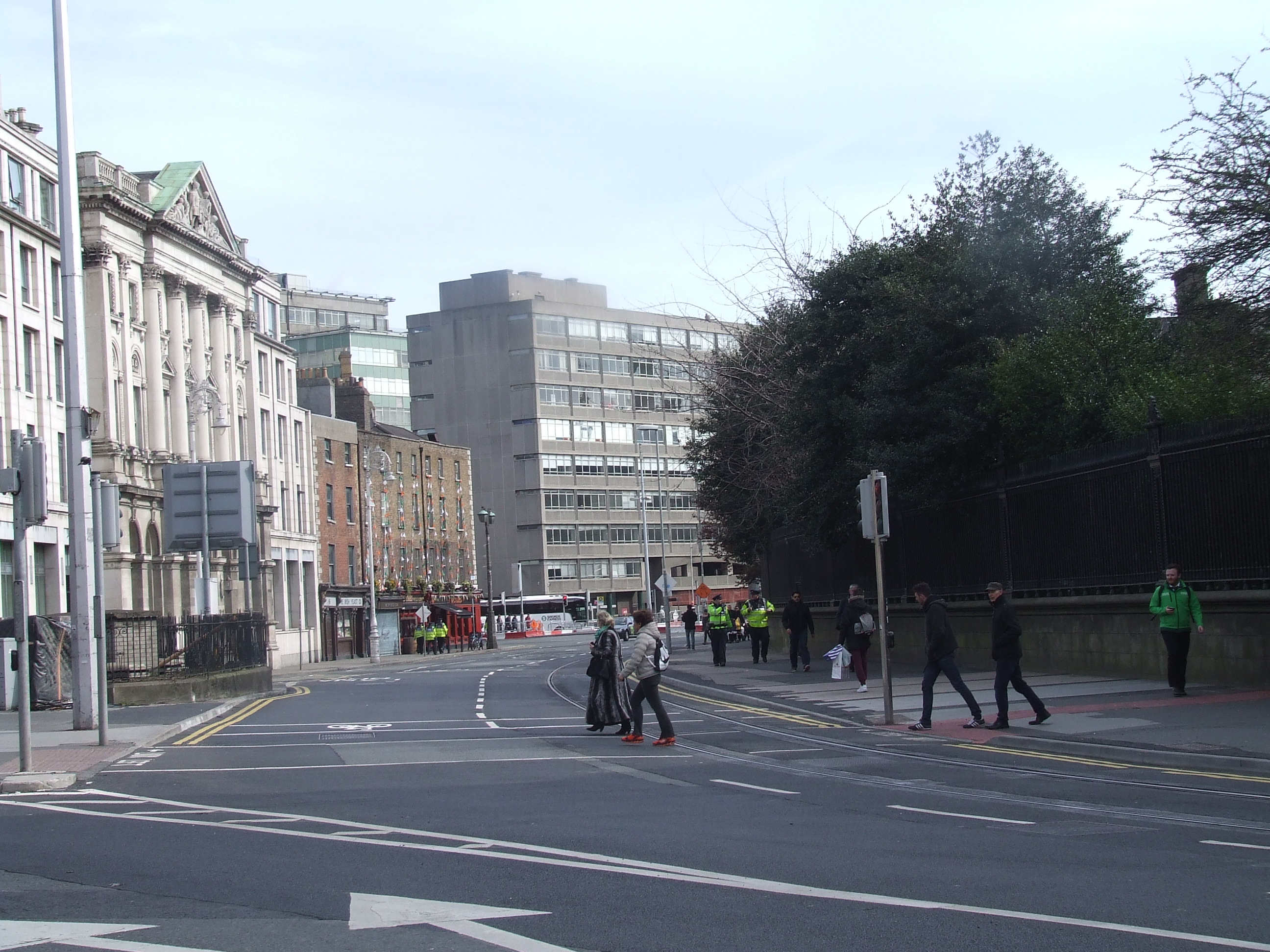
College Green visto dalla Bank of Ireland, Pasqua 2016.

Dal luglio 2009, College Green, durante le ore di punta dei giorni feriali, è accessibile ai soli pedoni, bus, taxi e ciclisti.
Nel febbraio 2016 è stato annunciato che la maggior parte di College Green sarebbe diventata una strada pedonale mediante la creazione di un grande spazio pubblico di fronte alla Bank of Ireland. Un piano che avrebbe vietato tutti i movimenti di traffico est-ovest su College Green, tranne per pedoni e ciclisti con una decisione attesa intorno all'agosto 2017.